# Far de Punta Nati
El far de Punta Nati és un far situat a l'illa de Menorca, illa situada a l'arxipèlag de les Balears en el Mediterrani. El far va ser construït en 1912 per evitar els naufragis a la costa nord de la Ciutadella.

## Història

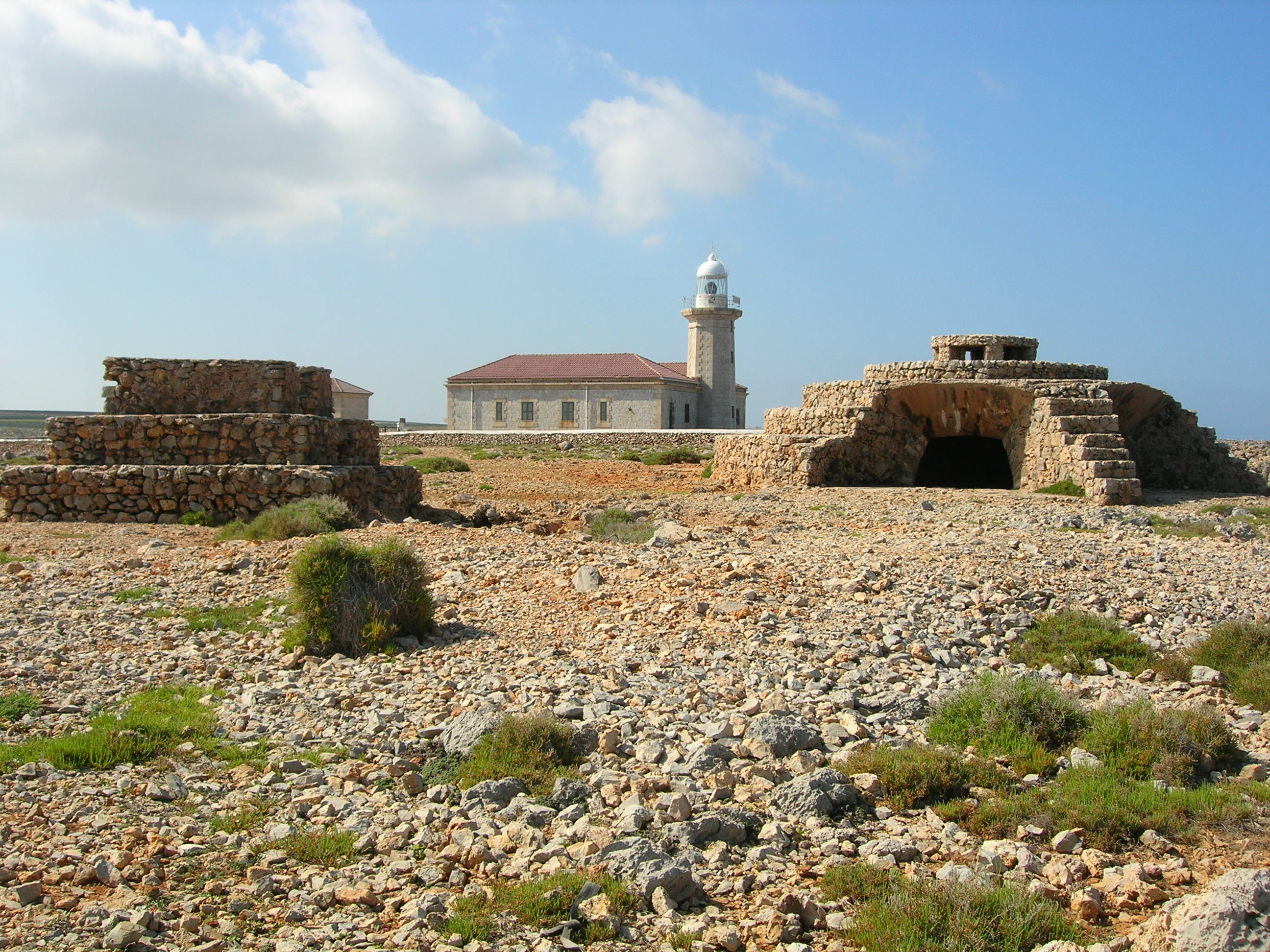
El far situat entre dos búnquers de la Guerra Civil Espanyola

A la costa nord de la Ciutadella, ciutat situada a la zona oest de l'illa, es produïen naufragis i accidents a causa dels corrents marins i a la influència dels forts vents de la zona de tramontana. L'impuls decisiu per a la construcció del far va ser el naufragi del vaixell de vapor francès Général Chanzy el 9 de febrer de 1910 del que només va haver-hi un supervivent i van morir 156 persones.
L'enginyer Mauro Serret es va encarregar de dissenyar l'edifici. Les obres van començar el 5 de juliol de 1912 i es va inaugurar l'1 de setembre de l'any posterior. La instal·lació lluminosa presentava una aparença de grups d'1 i 3 parpellejos blancs que es veien a una distància de 26 milles. L'edifici està format per dos cossos rectangulars independents d'una sola planta, construïts amb carreus amb cara de pedra vista. La torre s'eleva del sòl a una altura de 11,5 metres.
A pocs metres del far hi ha un bufador on quan hi ha temporals de primer quadrant, les ones entren a les cavitats del bufador surten disparades en forma de grans columnes d'aigua que arriben a altures considerables i es precipiten amb gran força sobre la llanterna del far.

## Naufragi delGénéral Chanzy
El 9 de febrer de 1910 va ocórrer una gran tempesta amb vents huracanats que es va centrar a les Illes Balears, concretament la zona nord-oest de Menorca. El modern vapor-correu francès Général Chanzy estava amarrat a Marsella i el dia 8 va emprendre camí cap a Alger amb 87 tripulants i 70 passatgers a bord. Estava dotat d'unes màquines que desenvolupaven una potència de 3.600 CV, la qual cosa proporcionava a la nau una velocitat de 18 nusos. Aquest buc va ser construït a les Drassanes Navals de Saint Nazaire el 1892 per la Compagnie Générale Transatlantique francesa. Les seves característiques segons el Lloyd's Register eren 190,10 m d'eslora, 10,70 m de màniga i capacitat de càrrega de 2.334 tones.
El matí de l'11 de febrer Josep Coll Marquès va veure un home, extremadament esgotat, de bona alçada i pèl ros que s'acostava a la casa coixejant, amb mal aspecte i ple de ferides. No s'entenien perquè no parlaven el mateix idioma però el visitant va prendre un tros de carbó del foc i va dibuixar a la paret un vaixell que s'enfonsava, a la part superior va escriure un nom, Général Chanzy, i a l'inferior «100 hommes morts». El menorquí li va donar menjar i roba eixuta, després immediatament es van traslladar a Ciutadella per donar part a les autoritats de l'ocorregut.
El ferit, Marcel Baudez, de nacionalitat francesa, tenia vint-i-tres anys i la seva ocupació era la de Vista de Duanes a Alger. L'explicació que dona sobre l'ocorregut situa els fets al voltant de les cinc de la matinada del dia 9 en què, trobant-se a l'interior de la cambra del vapor, va sentir un gran soroll. El casc del navili s'havia partit en dues meitats.
El lloc del succés és una espècie de petita badia tancada per dalt a causa de les penyes escarpades que conformen l'entorn i que són de difícil accés, format per materials fàcilment desintegrables amb argila, que està situat molt prop del predi de Torrenova.
En el mar hi havia restes de fusta i altres objectes del vaixell, entre els quals estaven surant gran quantitat de cadàvers humans de tots els sexes, edats i condicions socials.
De tant en tant una onada més impetuosa que les altres arrossegava alguns d'aquests cadàvers llançant-los contra les penyes i retirant-los després embolicats en núvols d'escuma. Entre les penyes es distingeixen clarament despulles humanes que han anat quedant retinguts presentant un aspecte horrorós.
Era el tercer vaixell que la companyia francesa perdia en el mateix lloc en deu anys. Abans havien sigut el Ville de Rome i l'Isaac Periere.